# Fellegi Alajos
Fellegi Alajos (Alojz; Temesvár, 1866. április 18. – Budapest, 1936. április 4.) festőművész, grafikus, művészeti oktató.

## Élete
A temesvári gimnáziumban tanult, majd a Mintarajziskolában folytatta tanulmányait és Székely Bertalan és Greguss János tanítványa volt. 1890-ben Rózsahegyre költözött és a piarista gimnázium rajztanára lett. 1904-től a szolnoki állami gimnáziumban vállalt állást. 1911-1920 között a Budapesti Állami Gimnáziumban tanított. 1920-tól Rózsahegyen alkotott és töltötte nyugdíjas éveit.
1906-ban Berlinben és Drezdában, 1933-ban Párizsban volt tanulmányúton. Operáció után hunyt el, a mai Besenyőfalu területén nyugodott családi sírboltban, majd az elárasztást követően (Szentmáriai-víztározó) Rózsahegyen temették újra.
Felesége Luby Emma, fiuk Fellegi István színész, rendező volt.

## Művei
Alkotásai találhatóak többek között a liptószentmiklósi Liptói Galériában, a rózsahegyi Liptói Múzeumban, a privigyei piarista templomban. Oltárképeket festett a rózsahegyi és a temesvári piarista templom számára. Freskókat készített Lucski és Liptószentmária templomaiban. A Liptói Múzeum részére megfestette a liptói főispánok és a likavkai váruradalom tulajdonosainak arckép-másolatait, valamint liptói családok címereit.